# Вот на недоверие
Вот на недоверие е парламентарна процедура, при която парламентарно представената опозиция поставя на гласуване предложение за отстраняване на правителството. Когато искането е от страна на самото правителство, то се нарича вот на доверие.

## В България
Според чл. 89. от Конституцията на Република България вот на недоверие се гласува когато:
1. Една пета от народните представители може да предложат на Народното събрание да гласува недоверие на Министерския съвет. Предложението е прието, когато за него са гласували повече от половината от всички народни представители (не по-малко от 121 гласа).
2. Народното събрание гласува недоверие на министър-председателя или на Министерския съвет, министър-председателят подава оставката на правителството.
3. Ако Народното събрание отхвърли предложението за гласуване на недоверие на Министерския съвет, ново предложение за недоверие на същото основание не може да бъде направено в следващите шест месеца.